# Dinamarca en los Juegos Olímpicos de Pekín 2022
Dinamarca estuvo representada en los Juegos Olímpicos de Pekín 2022 por un total de 62 deportistas que competirán en 5 deportes. Responsable del equipo olímpico es el Comité Olímpico Danés, así como las federaciones deportivas nacionales de cada deporte con participación.
Los portadores de la bandera en la ceremonia de apertura fueron el jugador de hockey sobre hielo Frans Nielsen y la jugadora de curling Madeleine Dupont. El equipo olímpico danés no obtuvo ninguna medalla en estos Juegos.